# سامي زيدان
سامي زيدان مقدم أخبار بريطاني من اصول سعودية يعمل بقناة الجزيرة الإنكليزية قام بتقديم النشرة الأولى في القناة من الدوحة في تاريخ 15 نوفمبر من عام 2006، كما أنّه يقدّم تقارير إخبارية أحياناً على قناة الجزيرة العربية.

## السيرة المهنية
عمل سابقا قبل التحاقه بالجزيرة في عدد من القنوات الفضائية مثل سي إن بي سي العربية، سي إن بي سي آسيا، سي إن بي سي أوروبا سي إن إن. وقد أجرى عددا من اللقاءات التلفزيونية مع العديد من الشخصيات العالمية مثل: نيلسون مانديلا، هوغو شافيز، محمود عباس، عبد الله أحمد بدوي.